# درو نييتزل
درو نييتزل (بالإنجليزية: Drew Neitzel)‏ مواليد 7 مايو 1985 في غراند رابيدز، هو لاعب كرة سلة أمريكي معتزل. بدأ مسيرته الاحترافية في سنة 2008. يبلغ طوله 5 قدم 11 بوصة (1.8 م). اعتزل اللعب في 2013.

## المسيرة الاحترافية
لعب مع أرتلاند دراغونز في الدوري الألماني في موسم 2008–2009، ثم لعب مع إلان شالون في الدوري الفرنسي في سنة 2009، ثم لعب مع تي بي بي ترير في الدوري الألماني في سنة 2010، ثم لعب مع ميدي بايرويت في سنة 2011.

## روابط خارجية
- درو نييتزل على موقع كرة السلة الأوروبية.كوم (الإنجليزية)
- درو نييتزل على موقع كلية كرة السلة في سبورتس رفرنس.كوم (الإنجليزية)
- درو نييتزل على موقع ريلجم (الإنجليزية)
- درو نييتزل على موقع بروبوليرز (الإنجليزية)
- درو نييتزل على موقع سبورتس رفرنس (الإنجليزية)
- درو نييتزل على موقع سبورتس رفرنس (الإنجليزية)